# Нововоздвиженка (Альшеєвський район)
Нововоздви́женка (рос. Нововоздвиженка, башк. Яңы Воздвиженка) — присілок у складі Альшеєвського району Башкортостану, Росія. Входить до складу Воздвиженської сільської ради.
Населення — 9 осіб (2010; 16 в 2002).
Національний склад:
- росіяни — 82 %